# Niels Oude Kamphuis
Niels Oude Kamphuis (* 14. November 1977 in Hengelo) ist ein ehemaliger niederländischer Fußballspieler.
Er begann seine Karriere als Profi in seiner Heimat beim FC Twente, für den er schon als Jugendlicher spielte, und stand dort bis 1999 unter Vertrag. Danach spielte Oude Kamphuis sieben Jahre in der deutschen Bundesliga, davon sechs Jahre beim FC Schalke 04. 2006 zog es ihn wieder zum FC Twente und beendete ein Jahr später seine Karriere. Während seiner Laufbahn war Niels Oude Kamphuis zudem niederländischer Nationalspieler.

## Karriere

### Verein

#### Beginn der Laufbahn in Enschede
Niels Oude Kamphuis wurde in Hengelo in der Region Twente, unweit der deutschen Grenze, geboren und begann mit dem Fußballspielen bei VV NEO Borne im benachbarten Borne. Er spielte sieben Jahre lang bei seinem Heimatverein und wechselte dann schließlich zum FC Twente aus der großen Stadt Enschede. Im Trikot der „Tukkers“ gab Oude Kamphuis am 11. Dezember 1994 im Alter von 17 Jahren sein Profidebüt. Er wurde dabei beim 3:0-Sieg in der Eredivisie gegen MVV Maastricht in der 72. Minute für Berthil ter Avest eingewechselt. Wie für einen sehr jungen Spieler üblich, kam Niels Oude Kamphuis in der Folgezeit nur sporadisch zum Einsatz, in diesem Falle absolvierte er während der Saison 1994/95 insgesamt acht Spiele in der Eredivisie. Bereits eine Saison später kam er regelmäßiger zum Einsatz und eroberte sich alsbald auch einen Platz in der Stammelf. So stand Oude Kamphuis in 26 seiner 28 Ligaeinsätze in der Startelf. Der FC Twente stand in jener Zeit in der Tabelle im Mittelfeld und belegte zum Saisonende den zehnten Platz. Am 21. August 1996 erzielte er beim 3:1-Auswärtssieg am ersten Spieltag der Saison 1996/97 in der 67. Minute mit dem Treffer zum 2:1 sein erstes Profitor. Niels Oude Kamphuis gelang in jener Saison der Durchbruch und verpasste nur vier Partien. Mehr oder weniger war Twente in dieser Spielzeit im oberen Drittel vorzufinden und am Ende der Saison wurden sie Dritter. Zu diesem Erfolg trug Oude Kamphuis mit sechs Vorlagen sowie zwei selbst erzielten Toren bei. Mit dem dritten Platz qualifizierte sich der FC Twente für den UEFA-Pokal und warf dort den norwegischen Vertreter Lillestrøm SK sowie die Dänen von Aarhus GF raus, ehe im Achtelfinale sie gegen AJ Auxerre die Segel streichen mussten. National erreichten Niels Oude Kamphuis und seine Farben das Halbfinale im KNVB-Beker, verloren dort allerdings mit 1:2 gegen die PSV Eindhoven. Seinerzeit gab es noch das Spiel um Platz drei und dort unterlagen die Tukkers mit 1:3 dem sc Heerenveen. Oude Kamphuis und seine Mannschaft konnten in der Liga nicht an die Leistungen aus der vorangegangenen Saison anknüpfen und rutschten während der Hinrunde ins Mittelfeld der Tabelle ab. Am Ende der Spielzeit 1997/98 stand der neunte Tabellenplatz. In seinem vorerst letzten Jahr im Trikot des Vereins aus Enschede war Niels Oude Kamphuis weiterhin eine Größe in der Stammelf des FC Twente und wurde hierbei auf verschiedenen Positionen eingesetzt. In dieser Saison schied sein Verein im UEFA Intertoto Cup in der dritten Runde gegen Austria Salzburg aus und verpasste somit den UEFA-Pokal, in der Liga wurden sie Achter. Im Sommer 1999 verließ Oude Kamphuis, der damals als „eines der größten Talente aus den Niederlanden“ galt, seinen Jugendverein.

#### Vizemeisterschaft und Pokaltitel auf Schalke
Er wechselte in die deutsche Bundesliga zum FC Schalke 04, wo seinerzeit mit Youri Mulder, Marco van Hoogdalem, Johan de Kock sowie dem Trainer Huub Stevens mehrere Niederländer im Verein waren. Die „Königsblauen“, ein Gründungsmitglied der 1963 erschaffenen Bundesliga, waren von 1981 bis 1991 ein Fahrstuhlteam, welches zwischen dem Oberhaus und der 2. Bundesliga pendelten, aber nach 1991 sich wieder in der höchsten Spielklasse etablieren konnten und 1997 sogar den UEFA-Pokal gewinnen konnten. In der Saison vor der Ankunft von Niels Oude Kamphuis war der FC Schalke 04 Zehnter geworden. Dieser erkämpfte sich einen Platz in der Stammelf der Gelsenkirchener und erzielte in seinem ersten Jahr zwei Tore, zudem gab er drei Vorlagen. Der FC Schalke 04 belegte Platz 13, nur vier Punkte vom direkten Abstiegsplatz entfernt.
Eine Saison später waren die Königsblauen im Kampf um den Gewinn der deutschen Meisterschaft verwickelt und waren dabei phasenweise Tabellenführer. Dabei hatte Schalke vor dem vorletzten Spieltag noch die „Pole Position“ inne und gastierte in Stuttgart, während der direkte Konkurrent aus München daheim gegen den FCK spielen musste. Bis kurz vor Schluss stand es auf beiden Plätzen 0:0, ehe quasi zeitgleich in beiden Stadien das entscheidende Tor fiel; während Alexander Zickler das 2:1 für die Bayern erzielte, gelang Krassimir Balakow der entscheidende Treffer für die Schwaben gegen die Schalker. So rutschten Oude Kamphuis und seine Farben von der Tabellenspitze und mussten diese an die Münchner überlassen. Vor dem letzten Spieltag sah die Ausgangslage so aus: Um die deutsche Meisterschaft zu gewinnen, musste der FC Schalke 04 im heimischen Parkstadion die SpVgg Unterhaching schlagen und darauf hoffen, dass der FC Bayern beim HSV verliert. Im Volksparkstadion in Hamburg stand es lange 0:0, während die Schalker vor eigenem Publikum mit 0:2 und mit 2:3 zurücklagen. Durch die Tore von Gerald Asamoah, Jörg Böhme (2×) und Ebbe Sand drehten die Königsblauen die Partie zu einem 5:3. In der 90. Minute des Parallelspiels in Hamburg ging der Gastgeber vom HSV durch Sergej Barbarez mit 1:0 in Führung, womit Schalke 04 virtuell deutscher Meister gewesen wäre. In Gelsenkirchen war die Partie bereits beendet, als der HSV-Torwart Mathias Schober, pikanterweise eine Leihgabe aus Gelsenkirchen, einen Rückpass mit der Hand aufnahm, woraufhin es einen indirekten Freistoß gab. Diesen verwandelte Patrik Andersson zum 1:1 für den FC Bayern, womit dem FC Schalke 04 noch die sichergeglaubte Meisterschaft aus den Händen gerissen wurde. Niels Oude Kamphuis war in dieser Saison lange verletzt, war aber ungeachtet dessen weiterhin Stammkraft. Eine Woche nach der verpassten Meisterschaft gewann er mit dem FC Schalke 04 den DFB-Pokal. Dabei wurde im Endspiel im Berliner Olympiastadion der 1. FC Union Berlin mit 2:0 geschlagen.
In der neuen Saison konnten Oude Kamphuis und seine Farben nicht an die Leistung aus der vorangegangenen Spielzeit anknüpfen, doch sie waren stets auf den europäischen Rängen vertreten und qualifizierten sich am Ende der Saison für den UEFA-Pokal. Zudem konnten sie im DFB-Pokal den Titel verteidigen und gewannen im Finale mit 4:2 gegen Bayer 04 Leverkusen. Als Vize-Meister 2001 war der FC Schalke 04 auch in der UEFA Champions League vertreten, scheiterte dort allerdings in der Ersten Gruppenphase. In der Saison 2002/03 scheiterten die Königsblauen im UEFA-Pokal in der dritten Runde an Wisła Krakau. Dies war übrigens die erste Saison nach dem Abgang des Jahrhunderttrainers Huub Stevens und am Ende dieser Spielzeit stand der Gewinn des UEFA Intertoto Cups. Diesen konnte Schalke gewinnen und sich somit für den UEFA-Pokal qualifizieren, jedoch war dort in der zweiten Runde gegen Brøndby IF Endstation, als man nach einem 2:1-Heimsieg im Rückspiel nach Elfmeterschießen verlor. Wie schon in den Jahren zuvor war Niels Oude Kamphuis von Verletzungen geplagt. In der Saison 2004/05 wurde er mit dem FC Schalke 04 erneut Vize-Meister und erreichte im DFB-Pokal zum dritten Mal das Finale, verlor dort allerdings mit 1:2 gegen den FC Bayern. In der Sommerpause 2005 war dann nach acht Jahren auf Schalke Schluss.

#### Einjahresintermezzo in Gladbach und Karriereende bei Twente
Oude Kamphuis wechselte zu Borussia Mönchengladbach, wo er einen Zweijahresvertrag unterschrieb. Aufgrund diverser Verletzungen kam er zu lediglich 12 Bundesligaspielen. Die „Elf vom Niederrhein“, welche nach dem letzten Titelgewinn 1995 (DFB-Pokalsieg 1995) einmal abgestiegen war (1999), hatte sich nach dem Wiederaufstieg 2001 in der Liga etablieren können, war aber weit von früheren Erfolgen. Und auch in der Saison 2005/06 bewegte sich die Borussia überwiegend im Tabellenmittelfeld, hatte aber auch Außenseiterchancen auf einen Platz für die europäischen Wettbewerbe, auf denen sie zwischenzeitlich standen. Letztendlich belegten sie den 10. Platz. Niels Oude Kamphuis löste im August 2006 sowohl aufgrund seiner Verletzungen als auch aus familiären Gründen seinen Vertrag bei der „Fohlenelf“ auf und kehrte kurze Zeit später zum FC Twente zurück. Bei diesem Verein blieb ihm abermals das Verletzungspech treu, so dass er lediglich sechsmal in der Liga spielte. Oude Kamphuis, der an chronischen Achillessehnenbeschwerden litt, verkündete im Mai 2007 im Alter von 29 Jahren das Ende seiner Karriere.

### Nationalmannschaft
Niels Oude Kamphuis war Nachwuchsnationalspieler seiner Heimat Niederlande und vertrat sie in den Altersklassen U17, U18, U19 und U21. Am 15. August 2001 kam er beim 2:0-Sieg im Testspiel an der White Hart Lane in London gegen England zu seinem einzigen Einsatz für die A-Nationalmannschaft von „Oranje“, als er in der 80. Minute für Phillip Cocu eingewechselt wurde.